# .va
.va (Vaticano) é o código TLD (ccTLD) na Internet para o Vaticano.